# 霍歇爾佩勒山

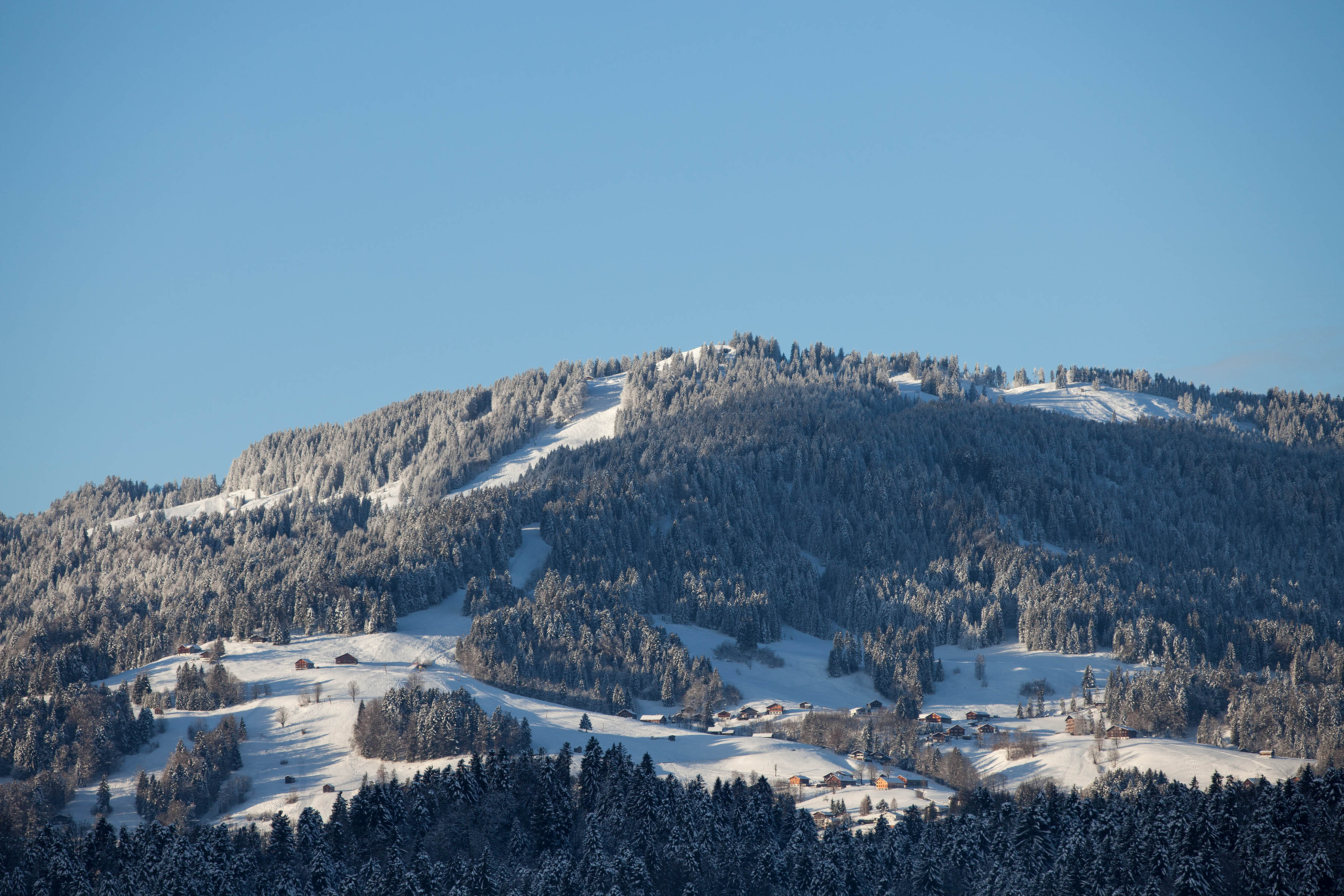

47°24′9″N 9°48′45″E / 47.40250°N 9.81250°E
霍歇爾佩勒山（德語：Hochälpelekopf），是奧地利的山峰，位於該國西部，由福拉爾貝格州負責管轄，屬於布雷根茨森林山脈的一部分，海拔高度1,463米，每年平均降雨量1,852毫米。